# Michael Picken
Michael Picken (8 de octubre de 1954) es un deportista australiano que compitió en judo. Ganó una medalla de oro en el Campeonato de Oceanía de Judo de 1977 en la categoría de –71 kg.

## Palmarés internacional
| Campeonato de Oceanía | Campeonato de Oceanía | Campeonato de Oceanía | Campeonato de Oceanía |
| Año                   | Lugar                 | Medalla               | Categoría             |
| --------------------- | --------------------- | --------------------- | --------------------- |
| 1977                  | Melbourne (Australia) | Medalla de oro        | –71 kg                |